# Organisation territoriale de la Lituanie
L’organisation territoriale de la Lituanie repose notamment sur l’article 11 de la Constitution lituanienne du 25 octobre 1992 qui dispose :

« Les unités administratives du territoire de l'État lituanien et leurs limites sont fixées par la loi. »

— Constitution de la Lituanie
Le titre X de la Constitution, intitulé « L'autonomie et l'administration locales », porte quant à lui sur les collectivités locales de bases.

## Apskritis

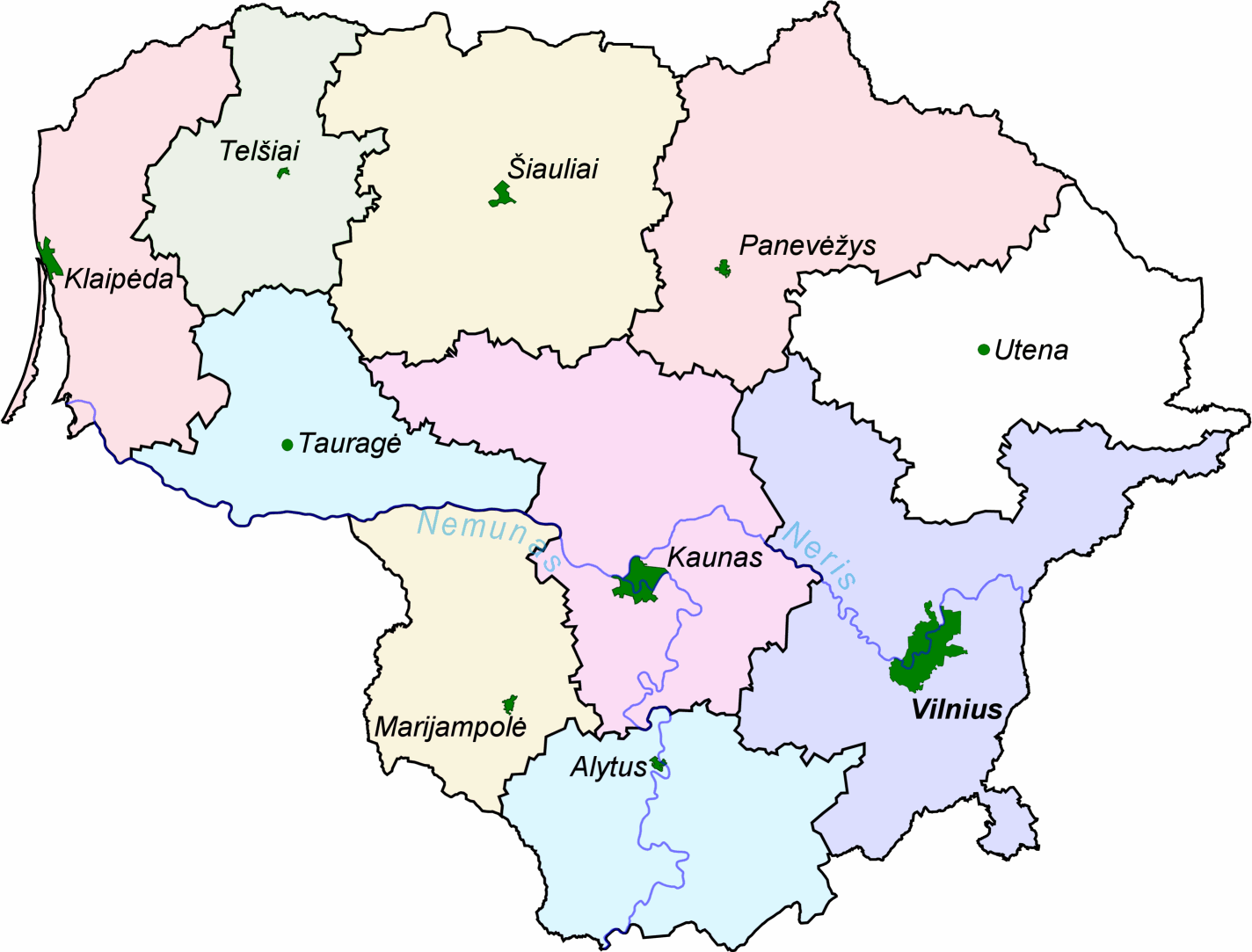
Carte des apskritys avec leurs chefs-lieux.

L'apskritis est une subdivision territoriale et administrative lituanienne. 
L'État en compte actuellement 10, qui portent tous le nom de leur chef-lieu. Leur tâche principale est d'assurer l'application des lois et de la constitution lituanienne dans les municipalités. Leurs pouvoirs sont assez limités. En français, on peut les appeler districts ou arrondissements.

## Municipalités

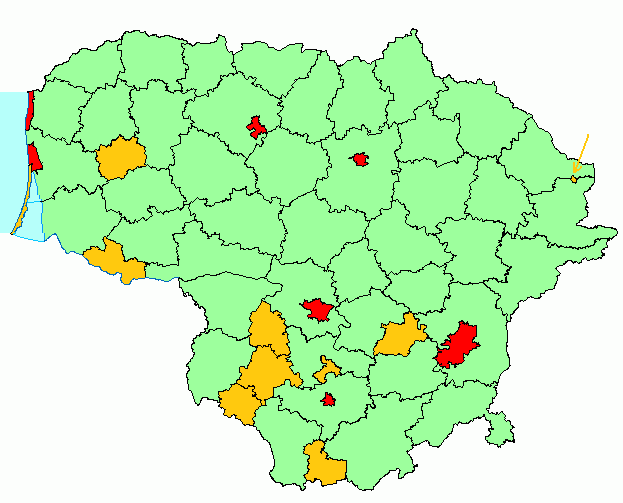
Les municipalités de Lituanie :
43 municipalités de district
7 municipalités de ville
10 municipalités simples

La Lituanie comporte 60 municipalités (en lituanien : savivaldybės). Les municipalités lituaniennes correspondent au 1er niveau d'unités administratives locales (LAU 1) adopté par la Commission européenne pour les besoins d'Eurostat.
Elles sont de trois types :
- les municipalités de district (en lituanien : rajonos savivaldybės) : elles sont au nombre de 43 et correspondent grosso modo aux districts (raïons) hérités de l'administration soviétique. On les appelle souvent simplement districts ou raïons (rajonas), le mot municipalité n'ayant été introduit qu'en 1994.

 (avril 2017).
- municipalités de villes (en lituanien : 'miestos savivaldybės) : elles sont au nombre de 8 dont 6 correspondent aux 6 plus grandes villes du pays. 5 des 6 villes sont aussi les chefs-lieux des districts correspondants (la municipalité du district de Klaipėda faisant exception). Ces municipalités de ville sont donc des municipalités de zones urbaines tandis que les municipalités de district représentent les zones rurales entourant ces villes. Le statut spécial de la municipalité de Visaginas-ville (celle de la 13e ville du pays) s'explique par le fait que la majorité de ses résidents sont d'origine russe. Enfin, la municipalité de Palanga-ville ne se compose pas de la seule ville de Palanga, mais inclut également plusieurs stations balnéaires bordant la mer Baltique.
- les municipalités simples : elles sont au nombre de 9 qui ont été créées en 2000 par l'« Acte de réforme des Municipalités ». Leur nom ne comporte ni le mot « ville », ni le mot « district ». La municipalité de Neringa s'appelait auparavant municipalité de Neringa-ville.

Les municipalités sont dirigées par des maires élus par les conseils municipaux qui élisent également les seniors à la tête des seniūnijos lors d'élections qui se tiennent tous les quatre ans. Il a été proposé qu'à l'avenir les maires et seniors soient élus par suffrage direct.

## Seniūnija

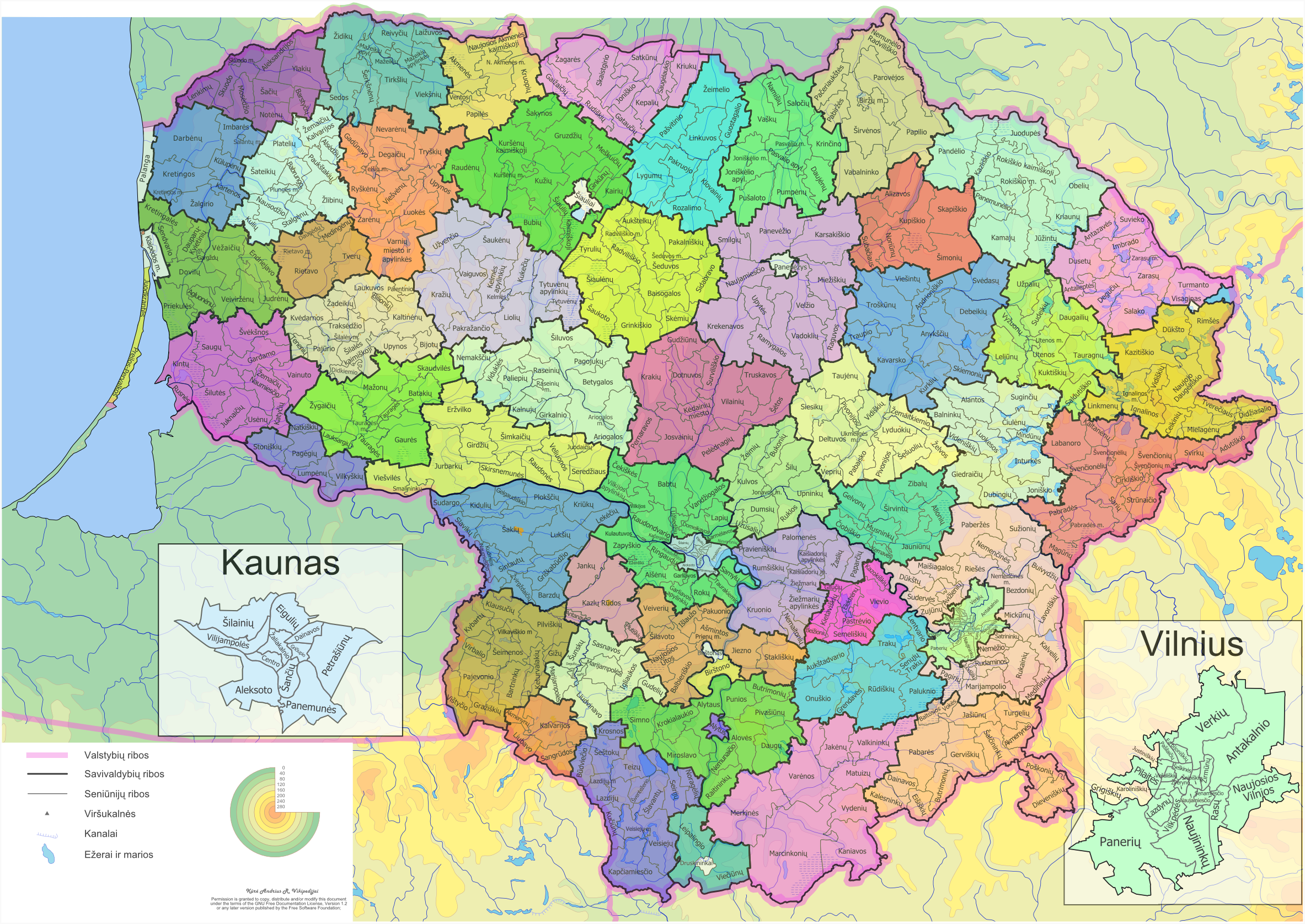
Carte des seniūnijos de Lituanie.

La seniūnija (pluriel : seniūnijos) est la plus petite division administrative de Lituanie. Elle correspond littéralement à un « conseil des seniors », traduit en anglais par elderate ou eldership.
Une seniūnija peut tout aussi bien être une petite région composée de quelques villages, une petite agglomération, une ville moyenne ou une partie d'une grande métropole. La superficie et la population des seniūnijos dépendent de leur situation géographique.
Les seniūnijos prennent en charge les affaires locales de modeste envergure, comme la voirie, l'évacuation des ordures, l'état civil et la tenue des registres des familles. Leur raison première est de permettre au conseiller local (le senior, responsable de la seniūnija) d'avoir le temps de connaître individuellement et de parler directement à chaque personne résidant dans sa seniūnija.
La Lituanie moderne comporte 546 seniūnijos, qui fonctionnent comme des districts municipaux. Un senior est élu à la tête de chaque seniūnija en même temps que le maire de la municipalité.
Les seniūnijos correspondent au 5e niveau de la nomenclature d'unités territoriales statistiques adopté par la Commission européenne, plus précisément au 2e niveau d'unité administrative locale (LAU 2).

## Autres subdivisions

### Circonscriptions électorales
Elles sont au nombre de 71.

## Dénomination
Il se pose pour décrire les subdivisions administratives actuelles de Lituanie un problème de vocabulaire et de traduction, dont la complexité tient en partie au fait que le pays a appliqué plusieurs des systèmes administratifs des pays voisins au cours de son histoire. On a ainsi :
- les « regionai » qui peuvent se traduire par « régions »,
- la subdivision appelée « apskiritis » qui n’a pas de traduction mais dont l’entité se rapproche des départements français,
- le guberniya qui peut se traduire par « gouvernement » (ancienne subdivision de l'administration russe),
- le grafystė qui peut se traduire par « comté » est une ancienne subdivision de Lituanie,
- enfin, les municipalités qui portent le nom de « savivaldybė », ou encore « rajonas » (utilisés indifféremment).

## Sources

## Compléments